# Fernando Luiz Roza
Fernando Luis Roza, poznatiji kao Fernandinho (Londrina, 4. svibnja 1985.) brazilski je nogometaš i bivši reprezentativac koji igra na poziciji defenzivnog veznog. Trenutačno je bez kluba.
Nogometom se počeo baviti u brazilskom klubu Paraná Soccer Technical Center iz kojeg prelazi 2000. u Atlético Paranaense. 2005. godine preselio je u Ukrajinu u Šahtar iz Donjecka. Ondje je postao jedan od najboljih inozemnih igrača koji su ikad igrali u Vyščoj Lihi. Sa Šahtarom je osvoji šest naslova ukrajinskog prvaka, četiri ukrajinska kupa i Kup UEFA 2008./09. Šahtarovi navijači proglasili su ga najboljim Brazilcem koji je ikad zaigrao u Šahtaru. Od 2013. igra u Manchester Cityju. U siječnju 2016. godine je Fernandinho dobio suspenziju od tri utakmice uz dodatnu utakmicu kazne zbog tri isključenja u šest nastupa. Serija je započela u dvoboju protiv Borussije iz Mönchengladbacha, nastavljena je u susretu s Chelseajem, a treće isključenje stiglo je protiv Burnleyja u prosincu 2016.
Poznat je po brzini i sposobnosti pucanja iz velikih udaljenosti. Opisuju ga kao defenzivnog veznjaka koji mnogo pridonosi obrani i napadu. Zbog snažna udarca i velikog dosega dodavanja odigrao je važnu ulogu u razbijanju protivničkih napada i u stvaranju gol-šansi.

## Vanjske poveznice
- Službena web-stranica
- Profil, Šahtar Donjeck